# Кашина Нуова ди Кампања (Милано)
Кашина Нуова ди Кампања је насеље у Италији у округу Милано, региону Ломбардија.
Према процени из 2011. у насељу је живело 10 становника. Насеље се налази на надморској висини од 106 м.